# فريتز هوبر
فريتز هوبر (بالألمانية: Fritz Huber) (و. 1881 – 1942 م) هو مهندس إنشائي، من ألمانيا، ولد في فاسربورغ آم إن، توفي في مانهايم، عن عمر يناهز 61 عاماً.